# Fiordelândia

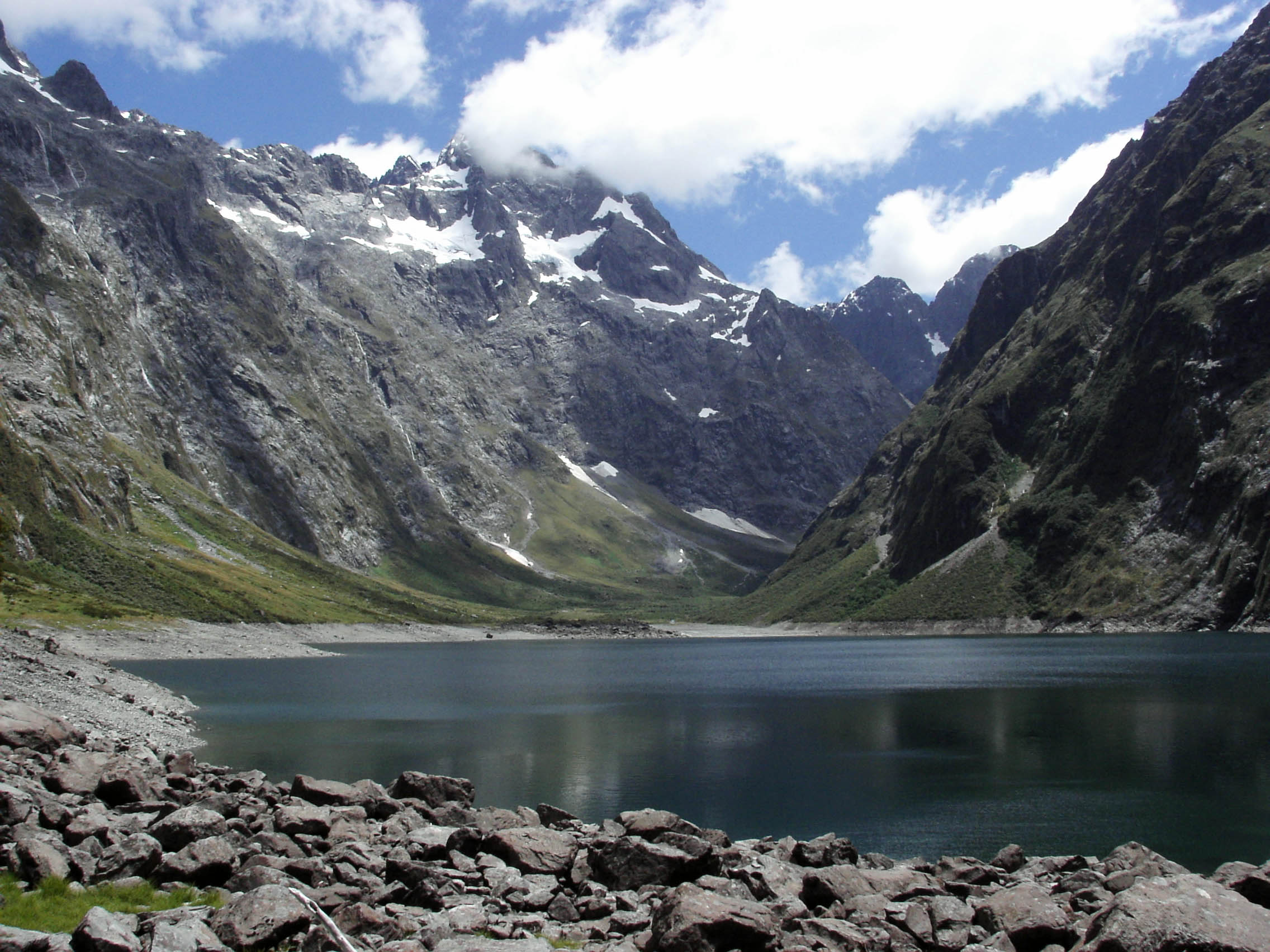
Lago Marian no Parque Nacional de Fiordelândia

Fiordelândia (Fiordland) é uma região neozelandesa situado no extremo sudoeste da Ilha Sul. É uma região montanhosa de relevo agreste com numerosas cascatas, muitas das quais lançam nas suas águas no Mar da Tasmânia. Possui grande número de espécies endémicas. Entre a sua fauna, pode-se destacar as otárias, kiwis, pinguins e kakapos, para além de outras espécies.
A maior parte da região de Fiordelândia é coberta pelo Parque Nacional de Fiordelândia, que é o maior parque da Nova Zelândia e um dos maiores do mundo, com 12 120 quilômetros quadrados.

## Fiordes

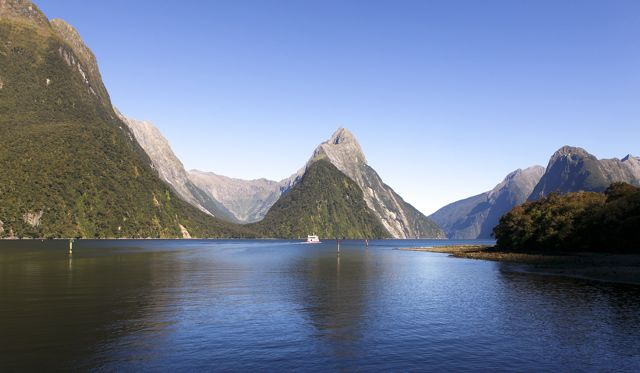
Milford Sound, o mais visitado em Fiordelândia, é o único acessível por estrada

Doze fiordes, alguns estendendo-se mais de 40 km terra adentro, e duas enseadas que conduzem a mais três fiordes, estendem-se ao longo da costa, do Milford Sound a norte até Preservation Inlet a sul. Em geral, os fiordes alargam de norte para sul à medida que as montanhas decrescem de altitude.
- Milford Sound
- Sutherland Sound
- Bligh Sound
- George Sound
- Caswell Sound
- Charles Sound
- Nancy Sound
- Thompson Sound
- Doubtful Sound
- Dagg Sound
- Breaksea Sound
- Dusky Sound
- Chalky Inlet
- Preservation Inlet